# Vădăstrița
Vădăstrița est une commune roumaine située dans le județ d'Olt.